# (35444) 1998 BU43
1998 BU43 (asteroide 35444) é um asteroide da cintura principal. Possui uma excentricidade de 0.18857420 e uma inclinação de 5.58959º.
Este asteroide foi descoberto no dia 25 de janeiro de 1998 por Ulisse Munari e Maura Tombelli em Cima Ekar.